# مظاهرات الدوار الرابع
مظاهرات الدوار الرابع  في الأردن كانت سلسلة من التظاهرات والاحتجاجات التي انطلقت في يوم الأربعاء 30 أيار/مايو 2018 احتجاجا على ارتفاع الضرائب والأسعار والتي كانت قد اتخذت من الدوار الرابع مركزا لها. وكان سبب هذه الاحتجاجات التي بدأت بإضراب عام وواسع عن العمل هو مشروع قانون ضريبة الدخل المعدَّل والذي رفعته الحكومة إلى مجلس الأمة لبحثه وإقراره في دورة استثنائية.
استجابت غالبية المؤسسات والقطاعات الصناعية والتجارية لدعوة النقابات المهنية للإضراب الذي بدأ صباح يوم 30 أيار/مايو رفضاً لقانون ضريبة الدخل الجديد. وتوقفت قطاعات واسعة عن العمل، من بينها نقابة المهندسين ونقابة المحامين والممرضين والصحفيين، إضافة إلى المحال التجارية والخدمية، وموظفي الشركات والمؤسسات الرسمية وغير الرسمية، رفضًا لمشروع قانون ضريبة الدخل. وأقفلت معظم المحال التجارية في العاصمة عمّان والمحافظات أبوابها كخطوة احتجاجية على إجراءات الحكومة الاقتصادية، حيث علّق أصحاب تلك المحال شعارات تؤكد بأن الحكومة أرهقت القطاع التجاري بالضرائب، فيما انعكس ذلك على الحركة الشرائية لدى المواطنين.
احتشد الآلاف أمام مجمع النقابات المهنية بالعاصمة عمّان، رافعين شعارات تطالب «الشعب يريد إسقاط الحكومة» لفشلها بإدارة الملف الاقتصادي وتحميل المواطنين أعباء إضافية عبر سلسلة من الإجراءات كان آخرها مشروع قانون ضريبة الدخل الجديد. في 4 يونيو 2018 توّج الإضراب باستقالة رئيس الوزراء هاني الملقي على خلفية الاحتجاجات الشعبية، وتكليف عمر الرزاز بتشكيل الحكومة.

## قانون ضريبة الدخل الجديد 2018
يقضي مشروع الضريبة الجديد بفرض اقتطاعات مالية على الأفراد الذين تتجاوز دخولهم الشهرية ألف دولار، وعلى الأسر التي يتجاوز دخلها ألفي دولار شهريًا، إلى جانب فرض اقتطاعات أخرى على القطاع التجاري وغيره من المفاصل الحيوية في البلاد.
في 22 مايو، وافق مجلس الوزراء الأردني على المشروع الجديد الذي يقترح إدخال تغييرات على قانون ضريبة الدخل لعام 2014. يهدف المشروع إلى مكافحة التهرب الضريبي وزيادة الضرائب على بعض القطاعات والأفراد.
| قطاع                         | تيار | المقترح |
| ---------------------------- | ---- | ------- |
| المصارف                      | 35%  | 40%     |
| شركات التعدين                | 24%  | 30%     |
| شركات التأمين وإعادة التأمين | 24%  | 40%     |
| شركات المالية والتأجير       | 24%  | 40%     |

| الراتب        | تيار | المقترح |
| ------------- | ---- | ------- |
| 1–5,000       | 7%   | 5%      |
| 5,001–10,000  | 7%   | 10%     |
| 10,001–15,000 | 14%  | 15%     |
| 15,001–20,000 | 14%  | 22%     |
| 20,001+       | 20%  | 25%     |

## ردود الفعل الداخلية

### ردود فعل حكومية
قال وزير الإعلام الأردني محمد المومني إن أبرز بنود مشروع قانون ضريبة الدخل المعدل تتضمن مكافحة التهرب الضريبي وتصاعدية الضريبة. وقال المومني: «إن نسبة التهرب الضريبي في بعض القطاعات تصل إلى 80%» مؤكدا أن هذا الأمر هو «سرقة من جيب المواطن الأردني». أما الحكومة الاردنية فقد دعت الجميع إلى تغليب لغة الحوار بمناقشة الاعتراضات على مشروع القانون الذي يفرض على المواطنين دفع ضرائب بنسب محددة على رواتبهم.

### إيقاف المشروع
في 7 يونيو، التقى الرزاز مع قادة النقابات العمالية ووافق على سحب مشروع قانون الضرائب حالما أدت الحكومة الجديدة اليمين. وبعد هذا الإعلان، توقفت الاحتجاجات في منطقة الدوار الرابع في عمّان.

## ردود الفعل الخارجية

### قمة مكة لدعم الأردن
دعى الملك سلمان بن عبد العزيز آل سعود كلاً من الأردن والسعودية والإمارات والكويت لقمة في مكة لدعم الأردن، حيث قدمت السعودية والإمارات والكويت مساعدات بقيمة 2.5 مليار دولار للتخفيف من حدة الأزمة، بالإضافة إلى «وديعة في البنك المركزي الأردني، وضمانات للبنك الدولي لمصلحة الأردن، وبدعم سنوي لميزانية الحكومة الأردنية لمدة خمس سنوات، وبتمويل من صناديق التنمية لمشاريع إنمائية» كما جاء في بيان القمة الختامي.

## الاتحاد الأوروبي
أعلن الاتحاد الأوروبي تقديم 20 مليون يورو للأردن لدعم الأمان الاجتماعي في هذا البلد، وذكرت فيديريكا موغيريني، مفوضة السياسة الخارجية في الاتحاد الأوروبي، أن الاتحاد الأوروبي لا يقدم مساعدات للأردن كصدقة وعمل خيري وإنما كاستثمار في حليف في المنطقة.